# 連續群體 (性別研究)
連續群體或連續集體是女性主義學者艾里斯·瑪麗恩·楊在其1994年的《性別連續性（Gender as Seriality）》一文中用來描述女性類別的重新概念化的術語。艾里斯·瑪麗恩·楊借用了尚-保羅·沙特的《辯證理性批判（Critique of Dialectical Reason）》中連續群體的概念，他最初提出了描述個人和社會階級與資本主義生產和消費體系之間關係的觀點。將女性理解為連續群體而不是一個團體，需要認識到女性的類別不是由任何共同的生理或心理特徵所定義的。相反，個体被連續性的物質和非物質社會結構定位為女性，這些結構是以前人類行為的產物。

## 內容

### 連續群體和團體
在尚-保羅·沙特的定義中，一個團體是由一群人，他們在一個共同的項目中自覺地承認到自己是一個統一的關係。擁有共同的目的並且相互承認是一個團體的主要特徵。公會，閱讀團體，成癮支持團體和虐待動物預防組織都是團體的例子。
與一個爲了一個團體的存在而積極努力相比，連續群體描述了由於現有環境及物質條件導致習慣性地約束和教育的群居生活層面。在這樣環境下，人們被客體化，習慣這些慣例約束和被動的統一。他們的習慣表現就是圍繞著與自己相同的客體的行爲。例如，排隊等候公共汽車的人，廣播聽眾，監獄囚犯和街頭戲劇觀眾都是連續群體的例子。在這些例子中，個體透過對環境中現有條件和結構的回應而面向相同的目標，這是過去人類行為和決策的集體遺產。具體來說，停止和繼續觀看街頭戲劇表演的人的行為可能受限制於與他們是否觀看的現有條件的影響。例如，在街頭表演的社會可接受性，表演者的誘人服飾，演員之間的高失業率，公共廣場的存在，社會對他們作為觀眾角色的期望。連續群體的成員是匿名和孤立的，雖然不是獨自一人，但是連續群體的個體在追求自己的行為的同時通常會考慮其他成員的預期行爲。例如，公共汽車的乘客可能會選擇避開高峰時段的交通。連續群體的成員可以互相替換成不相同的成員，影響著連續群體條件的客體。從無線電節目廣播者的角度來看，一個聽眾可以與另一個聽眾互換。
團體和連續群體是相關的，因為團體在連續化的背景下產生，並且分散以回歸到連續化狀態。換句話說，團體是個人對共同條件的反應的產物。艾里斯·瑪麗恩·楊給出了一個例子，在公共汽車站牌的通勤者如果看到公共汽車一直未到站，他們將自己組織成一個團隊來招呼出租車，並向公共汽車公司投訴等。

### 連續群體作為女性主義中概念困境的解決方案
艾里斯·瑪麗恩·楊將女性重性定義為一個連續群體，試圖為女性主義論述中的問題提供一個解決方案，圍繞著所有女性作爲一個類別的團體。這個問題存在於兩個相互衝突的立場之間的兩難境地：
一方面，出於實際的政治原因，能夠將女性視為一個團體是很重要的，圍繞著女性類別的人將女性政治主義組織化。這種概念化是取自於作爲運動中的根本存在。此外，女性的類別是必要的，以便將壓迫和不利的情況的解釋成在社會結構化，制度化的過程時有系統性的施加在女性（或任何社會團體）身上，而不是自然或獨特的狀況。
另一方面，女性的類別充滿了本質化，規範化和排斥的問題。正如Elizabeth Spelman所指出的那樣，社會範疇是帶有特權階級和從屬階級潛在表達的結構。通過這種方式，女性主義理論經常將白人，中產階級異性戀女性的經歷視為所有女性的代表，排除不是那麼特權的觀點。Chandra Mohanty認爲，女性的類別會產生一種連貫的，同質的團體的錯誤印象，這導致錯誤地認為所有女性都同樣既被壓迫又無能為力，而不是討論關於壓迫產生的具體疑問，而這些疑問可以通過實證來研究。Judith Butler甚至認為，定義這樣一個性別類別的行為正是產生規範化的特徵，這些規範化賦予某些觀點並排斥其他觀點。
女性作爲一個連續群體的思考解決了這些概念問題。它允許一個人有意義地使用該類別，同時避免錯誤地將女性視為一個團體進行錯誤的本質化。另一群本質主義者試圖透過共同的生物學特徵的方法來定義女性，當人們想到跨性別、性別酷兒、或雙性人時，顯然不是一個可行的方案。對於女性的連續群體的概念也將性別的構想與個人的身份認同分開，因爲它將性別定義為一套先前存在的社會力量作爲審視每個人的一種方式。這種態度並未讓每個人應對這些壓力時提出任何表態途徑。實際上，性別作為連續群體的概念源自於其不是試圖對某些個體進行全面定義這一事實，而是承認個體存在於以特定方式約束和教育其行為的結構中。

### 連續群體的其他潛在應用
艾里斯·瑪麗恩·楊認爲，連續群體的概念也可以適用於種族或國籍的關係，這種關係也是由歷史條件引起的。例如奴隸制度和國家建立計劃。這也有助於限制和影響個人在日常生活和習慣方面的行為。

## 外部連結
Young, Iris M. "Gender as Seriality: Thinking about Women as a Social Collective （页面存档备份，存于）", Signs, 19:3 (1994), p. 713-738 (subscription is required to access article)